# Ring Ring
Ring Ring ist das Debütalbum der schwedischen Pop-Gruppe ABBA aus dem Jahre 1973. Es erschien zunächst nur in den skandinavischen Ländern Schweden, Norwegen und Dänemark unter dem Bandnamen Björn Benny & Agnetha Frida (auf dem Label als Björn & Benny, Agnetha & Frida). Später wurde es auch in Australien und anderen Ländern veröffentlicht. In Großbritannien wurde es erstmals 1992 auf CD veröffentlicht. Mit dem Titellied Ring Ring belegte die Gruppe im Februar 1973 beim Melodifestivalen, der schwedischen Vorentscheidung für den Eurovision Song Contest, den dritten Platz.

## Musikstil
Als erstes Album der damals noch jungen Band weist Ring Ring eine größere stilistische Vielfalt auf, als es bei späteren ABBA-Alben der Fall war. Dies lag insbesondere an den Umständen, unter denen es aufgenommen wurde: Das gemeinsame Album bildete lediglich eine Art Nebenprojekt in der Karriere der vier Musiker, deren beruflicher Fokus zu dieser Zeit allesamt woanders lag. So komponierten Benny Andersson und Björn Ulvaeus vorwiegend Stücke für andere Sänger, die bei Polar Music unter Vertrag standen, während Agnetha Fältskog und Anni-Frid Lyngstad Solokarrieren verfolgten. Da aus diesem Grund nur wenig Zeit für eigene Aufnahmen blieb, bestand die Titelliste letztendlich nur zur Hälfte aus Songs, die von Ulvaeus und Andersson speziell für das Gruppenalbum geschrieben wurden.
Die instrumentalen Arrangements sind überwiegend einfach gehalten und bestehen hauptsächlich aus Gitarre, Klavier/Keyboard, Schlagzeug, Bass sowie in einigen Fällen einem Mellotron (z. B. Another Town, Another Train). Anders als bei den meisten späteren und bekannten ABBA-Songs übernahmen auf diesem Album oft Andersson und Ulvaeus die Lead Vocals, was auch als eine der größten Schwächen des Albums angesehen wird. Songs wie Rock’n Roll Band oder I Saw It in the Mirror gelten als schwächste Beiträge auf der LP. Andererseits näherte sich die Gruppe mit Stücken wie Nina, Pretty Ballerina oder dem Titellied Ring Ring, und den darin bestehenden Lead Vocals der Sängerinnen, bereits ansatzweise ihrem späteren Sound an.
Charakteristisch für einige Songs waren zudem die abwechselnden Gesangsparts der männlichen und weiblichen Hälfte der Gruppe, was von der britischen Popgruppe Blue Mink inspiriert war. Bereits in People Need Love, der ersten Single der Gruppe aus dem Frühjahr 1972, wurde diese Eigenschaft eingesetzt und folgend auch bei He Is Your Brother und Love Isn’t Easy (But It Sure Is Hard Enough). Daneben erhielt Fältskog in ihrer Eigenkomposition Disillusion den Solopart, während Lyngstad ihn bei Me and Bobby and Bobby’s Brother übernahm. Letzteres Stück ist eines der wenigen der Gruppendiskografie, für das Andersson den Liedtext verfasste. Ansonsten stammten die Texte zumeist aus der Feder von Ulvaeus und teilweise von ihrem Manager Stig Anderson (z. B. Ring Ring auf Schwedisch). Auf dem Album handeln die Texte meist von junger Liebe, dem Wunsch nach einem friedlichen Miteinander oder der Freude am Tanzen und der Musik.

## Entstehungsgeschichte
Die erste offizielle Aufnahmesession für das Album fand am 26. September 1972 im Metronome-Studio im Stockholmer Bezirk Vasastaden statt. Obwohl die vier Musiker bereits zuvor gemeinsame Aufnahmen gemacht hatten, wurden hierbei erstmals auch die Namen aller vier gelistet. Bereits Ende August 1972 war mit der Produktion eines Stücks unter dem Arbeitstitel “The Rock’n’Roll Band” begonnen worden, das kurz darauf als B-Seite einer Single von Benny Andersson und Björn Ulvaeus in Japan erschien. Dieses Lied wurde folgend überarbeitet und mit Backing Vocals von Agnetha Fältskog und Anni-Frid Lyngstad versehen. Ein weiterer Titel, an dem zu Beginn der Sessions gearbeitet wurde, war “Contemplation”. Ob dieses Stück später unter einem anderen Titel weiterverfolgt oder gänzlich verworfen wurde, ist unklar.
Mitte Oktober 1972 wurden erste Grundspuren der beiden Stücke He Is Your Brother und Nina, Pretty Ballerina aufgenommen. Während ersteres insgesamt fünf Takes hervorbrachte, von denen später eines zum Endergebnis führte, wurde jenes Take vom letzteren verworfen. Einige Wochen wurde an He Is Your Brother gearbeitet, u. a. wurde Ende Oktober das Baritonsaxophon von Håkan Jansson eingespielt. Lyngstad bezeichnete den Song später als ihr Lieblingslied aus dieser Zeit. Bereits im November 1972 wurde der Titel als zweite Single der Gruppe veröffentlicht. Als B-Seite diente dabei Santa Rosa, das vermutlich im März 1972 aufgenommen worden und ursprünglich für ein weiteres gemeinsames Album von Andersson und Ulvaeus gedacht war.
Am Stück Nina, Pretty Ballerina wurde während des Novembers 1972 im KMH-Studio in Södermalm weitergearbeitet. Der Text handelt von einer jungen Frau, die als „Graue Maus“ gilt, am Wochenende jedoch als Primaballerina bewundert wird. Andersson meinte dazu, er sei nicht ihr bester Song gewesen, aber dennoch „etwas spaßig“. Zwischen November 1972 und Januar 1973 wurde Another Town, Another Train aufgenommen. Dieses Stück gilt als einer der stärkeren Songs des Albums, wenngleich Ulvaeus mit dem Text sowie der Auswahl des Titels nicht vollends zufrieden war. Parallel dazu arbeiteten die beiden Komponisten an einem Stück für die schwedische Vorentscheidung des Eurovision Song Contest 1973.

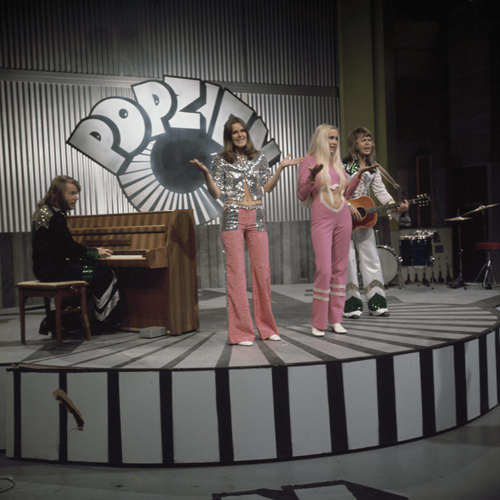
Björn & Benny, Agnetha & Anni-Frid bei einem Auftritt mit Ring Ring am 6. Juni 1973

Am 10. Januar 1973 fand die erste Session für ebenjenes Lied statt, das ABBA-Manager Stig Anderson “Ring-Ring” genannt hatte. Anderson schrieb zu dieser Zeit viele Texte für die Songs der Gruppe oder wirkte an ihnen mit. Gemeinsam mit dem Toningenieur Michael B. Tretow entwickelten die Musiker eine Aufnahmetechnik, die auf den Grundlagen der sogenannten Wall of Sound von Phil Spector basierte und bei Ring Ring erstmals angewendet wurde. Das Ergebnis begeisterte alle Beteiligten gleichermaßen. So meinten Andersson und Ulvaeus später im selben Jahr, das Lied sei das beste, das sie bisher produziert hatten, während Tretow erzählte, er habe Gänsehaut gehabt, als er es sich nach der Aufnahme anhörte. Der Gesang wurde Mitte Januar 1973 in den Europa Film Studios in Bromma hinzugefügt, wobei es sich um den schwedischen Text handelte, den Anderson geschrieben hatte. Um das Lied international zu vermarkten, wurde mit der Hilfe von Neil Sedaka und dessen Songwriting-Partner Phil Cody, die Anderson vom Musikgeschäft her kannte, ein englischer Text verfasst. Beide Sprachversionen wurden im selben Monat fertig abgemischt.
Ende Januar 1973 wurde Me and Bobby and Bobby’s Brother wiederum im KMH-Studio aufgenommen. Da Fältskog zu diesem Zeitpunkt hochschwanger war und die Lead Vocals ohnehin von Lyngstad übernommen wurden, nahm erstere an dieser Session höchstwahrscheinlich nicht teil. Am 10. Februar 1973 fand schließlich die Vorentscheidung für den Song Contest statt, bei dem die Gruppe mit Ring Ring auf dem 3. Platz landete. Ring Ring (Bara Du Slog En Signal) wurde am 14. Februar als Single veröffentlicht, fünf Tage später die englische Version. Als B-Seiten dienten in beiden Fällen keine Songs des neuen Albums, sondern weitgehend unbekannte Aufnahmen aus den vorigen Jahren. Åh, vilka tider („Das waren Zeiten“), das im Juni 1972 aufgenommen wurde, erschien zusammen mit der schwedischen Fassung und war ursprünglich ebenfalls für ein Andersson-Ulvaeus-Album gedacht. Auf der englischen Singleversion befand sich She’s My Kind of Girl, das 1969 von Andersson und Ulvaeus für einen Film komponiert und 1972 in Japan zum Hit geworden war.
Die abschließenden Aufnahmen im März 1973 fanden wieder im Metronome-Studio statt. Da die beiden Singles großes Interesse an der noch jungen schwedischen Band geweckt hatten, wollte man von dieser Erfolgswelle profitieren und das Gruppenalbum rasch auf den Markt bringen. Das Stück Jag är blott en man („Ich bin nur ein Mann“), das im September 1972 von Andersson und Ulvaeus geschrieben und vom schwedischen Sänger Jarl Kulle aufgenommen worden war, wurde dafür überarbeitet, umgetextet und unter dem Titel I Am Just a Girl von den vier Musikern neu eingesungen. Eine weitere Komposition war Love Isn’t Easy (But It Sure Is Hard Enough), dessen Titel allerdings von einer schwedischen Spracheigenheit ins Englische übertragen wurde und somit im Englischen keinen Sinn ergibt. Daneben wurde mit I Saw It In The Mirror ein älteres Lied der beiden Komponisten aus dem Februar 1970 adaptiert und mit Backing Vocals von Fältskog und Lyngstad versehen. Auch steuerte Fältskog ein Stück bei, das unter dem Titel Disillusion produziert und letztlich auf der LP mit veröffentlicht wurde, obgleich Fältskog Zweifel hatte, ob ihre Komposition gut genug dafür war.
Bei der Veröffentlichung des Albums in Skandinavien bestand die Titelliste aus zwölf Songs. Sieben davon waren speziell für ebendieses komponiert worden, während die restlichen fünf aus der ersten Gruppen-Single People Need Love sowie aus einigen älteren und wiederverwendeten Aufnahmen von Andersson und Ulvaeus bestanden. Im Juli 1973 wurde das Titelstück Ring Ring in deutscher und spanischer Sprache erneut aufgenommen, um die Erfolgschancen in diesen Ländern zu erhöhen. Der Text der deutschen Sprachversion stammte dabei von Peter Lach, der spanische von Doris Band. Für den deutschsprachigen Markt wurde zudem Another Town, Another Train unter dem Titel Wer im Wartesaal der Liebe steht eingesungen und als B-Seite der deutschen Ring Ring-Single noch im selben Jahr veröffentlicht. Die spanische Version hingegen erschien erst 1994 auf der CD ABBA Oro – Grandes Éxitos.

## Singleauskopplungen
- People Need Love / Merry-Go-Round (En Karusell) – Schweden
- Ring Ring (Bara du slog en signal) (schwedische Version) / Åh, vilka tider – Schweden
- Ring Ring / She’s My Kind of Girl – Europa, Australien
- He Is Your Brother / Santa Rosa – Schweden
- Love Isn’t Easy (But It Sure Is Hard Enough) / I Am Just a Girl – Skandinavien
- Rock ’n’ Roll Band / Another Town, Another Train – USA
- Nina, Pretty Ballerina / He Is Your Brother – Frankreich (Dezember 1973)
- Nina, Pretty Ballerina / I Am Just a Girl – Australien, Österreich (1973, # 8)[1]
- I Am Just a Girl / Ring Ring – Japan (16. September 1973)
- Me and Bobby and Bobby’s Brother / I Am Just a Girl – Polen
- Another Town, Another Train / People Need Love – Japan

## Titelliste
In Schweden wurde an erster Stelle der Trackliste die schwedische Version von Ring Ring platziert, während die englische Version auf Seite zwei zu finden war. In Großbritannien und den USA wurde später die schwedische Version durch She’s My Kind of Girl ersetzt. Abweichende Titelnummern der CD-Veröffentlichung in Klammern angegeben.
- Seite 1:

1. (15.) Ring, ring (bara du slog en signal) (schwedischsprachige Version)
2. Another Town, Another Train
3. Disillusion
4. People Need Love
5. I Saw It in the Mirror
6. Nina, Pretty Ballerina

- Seite 2:

1. (7.) Love Isn’t Easy (But It Sure Is Hard Enough)
2. (8.) Me and Bobby and Bobby’s Brother
3. (9.) He Is Your Brother
4. (1.) Ring, Ring (englischsprachige Version)
5. (11.) I Am Just a Girl
6. (12.) Rock’n Roll Band

- Bonustracks:

Auf der Veröffentlichung als CD finden sich folgende Bonustracks:
10. She’s My Kind of Girl
13. Merry-Go-Round (englischsprachige Version von En Karusell)
14. Santa Rosa
- 2005 Re-Release:

13. Ring Ring (Bara Du Slog En Signal) (Schwedische Version)
14. Åh, Vilka Tider
15. Merry-Go-Round
16. Santa Rosa
17. Ring Ring (Spanische Version)
18. Wer im Wartesaal der Liebe steht (Deutsche Version von Another Town, Another Train)
19. Ring Ring (Deutsche Version)
- 2013 Deluxe Edition:

Neben bekannten Titeln wie He Is Your Brother und dem Titelsong enthält die neue Edition mit People Need Love auch die erste Aufnahme der Band. Die „Deluxe Edition“ von Ring Ring dokumentiert die ersten Schritte der Gruppe. Das Originalalbum wurde um 13 Bonustracks erweitert, darunter vier Songs, die bisher noch nie auf CD erschienen sind. Dazu gibt es eine DVD mit seltenen Fernsehaufnahmen.

## Veröffentlichung und Erfolg
Das Album wurde am 26. März 1973 veröffentlicht und war zu diesem Zeitpunkt auf den skandinavischen Markt beschränkt. Die beiden Ring-Ring-Singles in Schwedisch und Englisch waren bereits zu Chartstürmern geworden, sodass man sich erhoffte, auch die LP könnte davon profitieren. Nur eine Woche später stieg Ring Ring in die schwedischen Verkaufscharts ein, in denen damals Singles und Alben gleichermaßen gelistet waren, und kam bis auf Platz 2. Gemeinsam mit den beiden Singles belegte es im April 1973 für zwei Wochen die ersten drei Plätze. Es wurde über 100.000 Mal verkauft, was für damalige schwedische Verhältnisse ein großer Erfolg war.
Im April 1973 erreichte es Platz 10 in Norwegen. 1975 wurde Ring Ring vom Label RCA auch in Australien und Neuseeland veröffentlicht. Zum 50-jährigen Jubiläum erreichte das Album erstmals die deutschen Albumcharts und belegte dabei Rang 29 am 26. Mai 2023.
| ChartsChartplatzierungen | Höchstplatzierung | Wochen |
| ------------------------ | ----------------- | ------ |
| Deutschland (GfK)        | 29 (1 Wo.)        | 1      |
| Norwegen (IFPI)          | 10 (15 Wo.)       | 15     |
| Schweden (GLF)           | 2 (12 Wo.)        | 12     |

| Land/Region       | Auszeichnungen für Musikverkäufe (Land/Region, Auszeichnung, Verkäufe) | Verkäufe |
| ----------------- | ---------------------------------------------------------------------- | -------- |
| Australien (ARIA) | 3× Platin                                                              | 150.000  |
| Insgesamt         | 3× Platin ·                                                            | 150.000  |

Hauptartikel: ABBA/Auszeichnungen für Musikverkäufe